# Stranding van de Doris

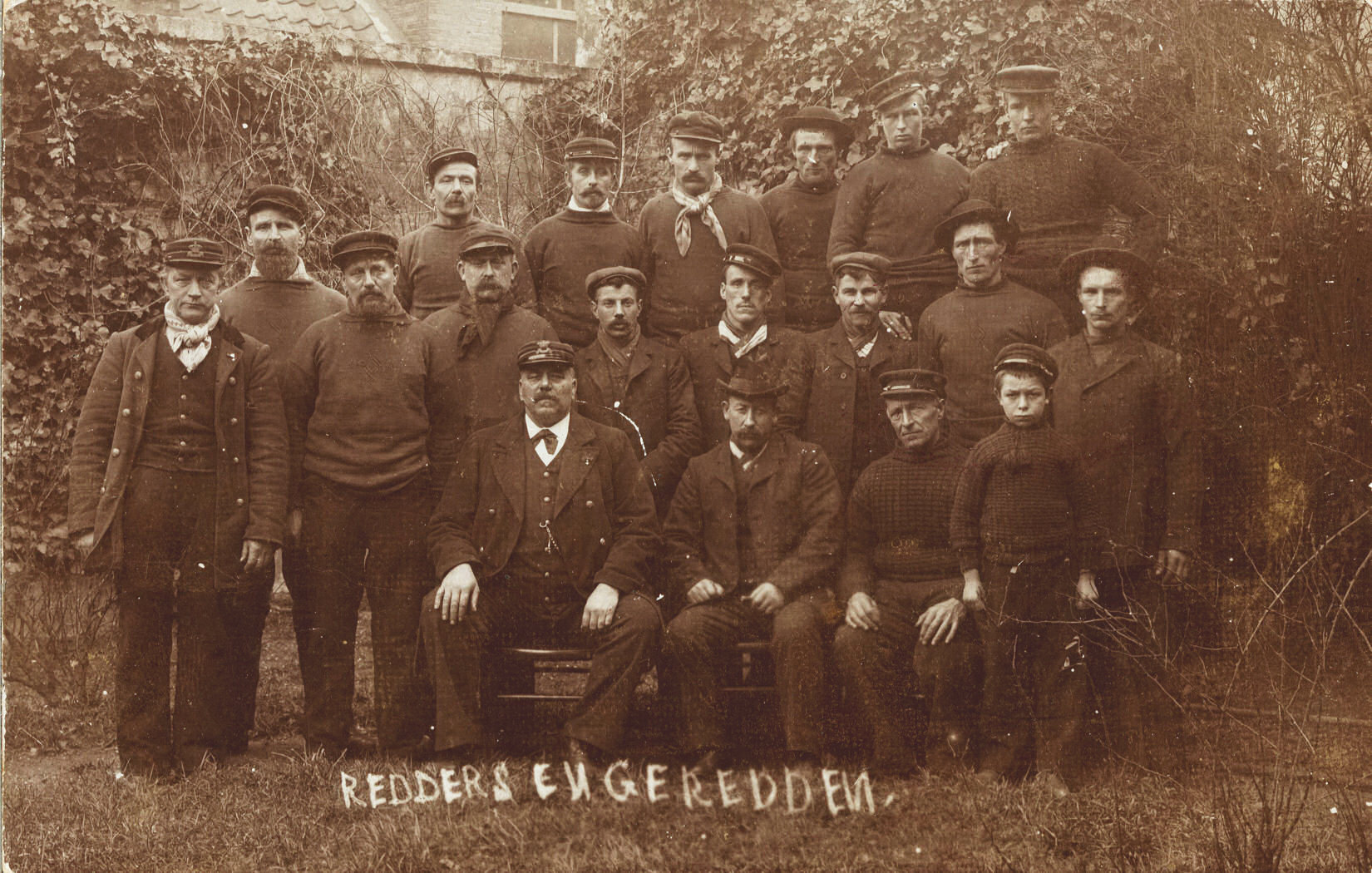
Bemanningsleden van de Vijf Gebroeders, Koning Willem III en de Doris. Zittend v.l.n.r.: F.H. Jilleba, Thomas Magor en Jacob Schroevers

De stranding van de Doris vond plaats op 13 december 1907 voor de kust van Westkapelle. De Engelse schoener liep met averij aan het roer vast op de Rassen, een zandbank ten zuiden van Westkapelle. Het schip liep al snel vol water en de bemanning kon zich slechts redden door in de masten te klimmen en zich daar vast te sjorren. Alleen de 18-jarige kok Ernest Crowters bond zich niet vast en, zo verklaarde de kapitein later, werd krankzinnig van angst en kou, liet van uitputting los en verdronk.
De reddingsboot Koning Willem III uit Vlissingen voer, nadat door de bevolking van Westkapelle alarm was geslagen, samen met de sleepboot Elbe uit, maar zij konden door het ruwe weer niet dicht genoeg bij het gestrande schip komen en moesten onverrichter zake terug naar Vlissingen.
Jacob Schroevers (1853-1927) redde vervolgens op 14 december 1907, samen met vijf zonen en een kleinzoon, drie opvarenden van de Doris.

## Rassen
De Rassen, op oude zeekaarten Oosterrassen genoemd, liggen ten zuiden van Westkapelle. Ten noordwesten liggen de Noorderrassen. Tussen deze zandbanken ligt een ondiepe vaargeul die door vissers werd gebruikt om van de Deurlo naar het Oostgat te varen en andersom. Arnemuidenaars en Vlissingers noemden het 'de Vleie', in Breskens sprak men van 'Het geultje van de Doris'.

## Doris

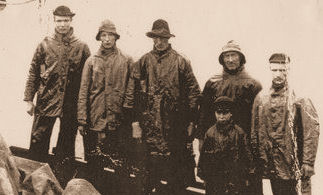
Bemanning van de Doris

De Doris was een Engels zeilschip, een driemaster van 99 brt die was gebouwd in 1904. Thuishaven was Padstow. Gezagvoerder was Thomas Magor uit die plaats. Tijdens de laatste reis was de vijfkoppige bemanning van het schip met een lading pijpaarde op weg van Plymouth naar Gent.
In 2009 is door duikers van 'Wrakduikstichting De Roompot' het kompas van het schip gevonden. Het werd overgedragen aan het Zeeuws maritiem muZEEum en daar opgenomen in de vaste presentatie. In het museum van Padstow hangt een aquarel waarop de Doris in volle zee staat afgebeeld.

### Bemanning Doris
- T. Magor, kapitein
- E. Caddy, stuurman
- D. Rowlands, matroos
- P. Johnson, matroos
- E. Crowthers, kok.

De eerst drie zijn door de Jacob Schroevers en zijn familie gered uit de achtermast. Als eerste de stuurman, de kapitein als laatste. De vierde man werd uiteindelijk gered uit de voormast door de reddingsboot Koning Willem III van schipper F.H Jilleba, die in de ochtend terugkeerde naar de plaats van de schipbreuk. Het vijfde bemanningslid is omgekomen door verdrinking.

## Redding
Op zaterdagmiddag half vier voer de 54-jarige Jacob Schroevers met de botter Vijf Gebroeders uit om te kijken of hij assistentie kon verlenen. Omdat hij de Doris niet in zicht kreeg, voer hij terug naar Vlissingen. Toen hij 's avonds echter hoorde dat er toch nog mensen aan boord moesten zijn vroeg hij zijn vijf zonen; Job (30 jaar), Gerard (27 jaar), Jacob jr. (24 jaar), Klaas (20 jaar), Lieven (17 jaar) en kleinzoon Jacob van de Ketterij (13 jaar) om met hem mee te gaan om te trachten de schipbreukelingen te redden. Jacob sr. verklaarde in eerste instantie de aanwezigheid van zijn kleinzoon dat hij hem eerst had verboden om mee te gaan, maar was gezwicht omdat hij bleef zeuren. Later verklaarde Jacob Schroevers jr. dat zijn neefje stiekem aan bord was gekropen en werd ontdekt toen ze halverwege het Oostgat voeren.
Schroevers voer om 11 uur 's avonds uit. Toen ze in de buurt van de Doris kwamen was de zee zo ruw dat ze niet dichtbij konden komen. Pas 's morgens, nadat het weer lichter werd, konden ze een poging wagen om met de ankerkabel een lijn te leggen met de Doris, waar drie schipbreukelingen nog steeds vastgesjord in de achtermast, en één in de voormast hingen. Na het toewerpen van de lijn kreeg een van de drenkelingen van de achtermast deze te pakken, waarna hij zich vastmaakte, in het water sprong en kon worden binnengehaald op de Vijf Gebroeders. Het lukte met grote moeite ook de andere twee op dezelfde wijze te redden, maar ze zagen geen kans om de man uit de voormast te benaderen. Later werd die door de reddingsboot alsnog gered. Onderweg naar Vlissingen werden de geredden, die 35 uur in de mast hingen, van warmte en voedsel voorzien.

## Reddingsboot Koning Willem III
De reddingsboot Koning Willem III van de Koninklijke Zuid-Hollandsche Maatschappij tot Redding van Schipbreukelingen werd in 1890 in Vlissingen geplaatst en is daar tot 1911 in gebruik gebleven. Ze werd beheerd door de commissaris van het  Loodswezen. De bemanning werd gevormd door loodsen en roeiers van het Loodswezen.
Schippers op de Vlissingse reddingsboot waren in die jaren Egbert van Hoepen en Freek Jilleba.

### Details
- Gebouwd: 1876 op de werf Rotterdamsch Welvaren, te Rotterdam
- Type: zelfrichtende en waterlozende roeisloep voor diep water met hulpzeil.
- Materiaal: Mahoniehout
- Lengte: 9,40 meter
- Breedte: 2,54 meter
- Diepgang: 0,72 meter.

In 1909 werd de Koning Willem III voorzien van een benzinemotor.
Een model van de boot is te zien in het Zeeuws maritiem muZEEum.

### Bemanning
- F.H. Jilleba, 1e schipper
- I. Kamerman, 2e schipper
- L. Jilleba, roeier
- J. Jobse, roeier
- W. Burgers, roeier
- J. de Buck, roeier
- D.J. Baljé, roeier
- C.F. de Smit, roeier.

Uit ingezonden brieven in kranten wordt duidelijk dat sommige Vlissingers niet best te spreken waren over het in eerste instantie onverrichter zake terugkeren van de reddingsboot. Ook was er kritiek op de overheid, zowel over het beschikbare reddingsmaterieel als de kadevoorzieningen, die zwaar onvoldoende werden geacht voor een dergelijke omvangrijke reddingsoperatie.

## Huldeblijken

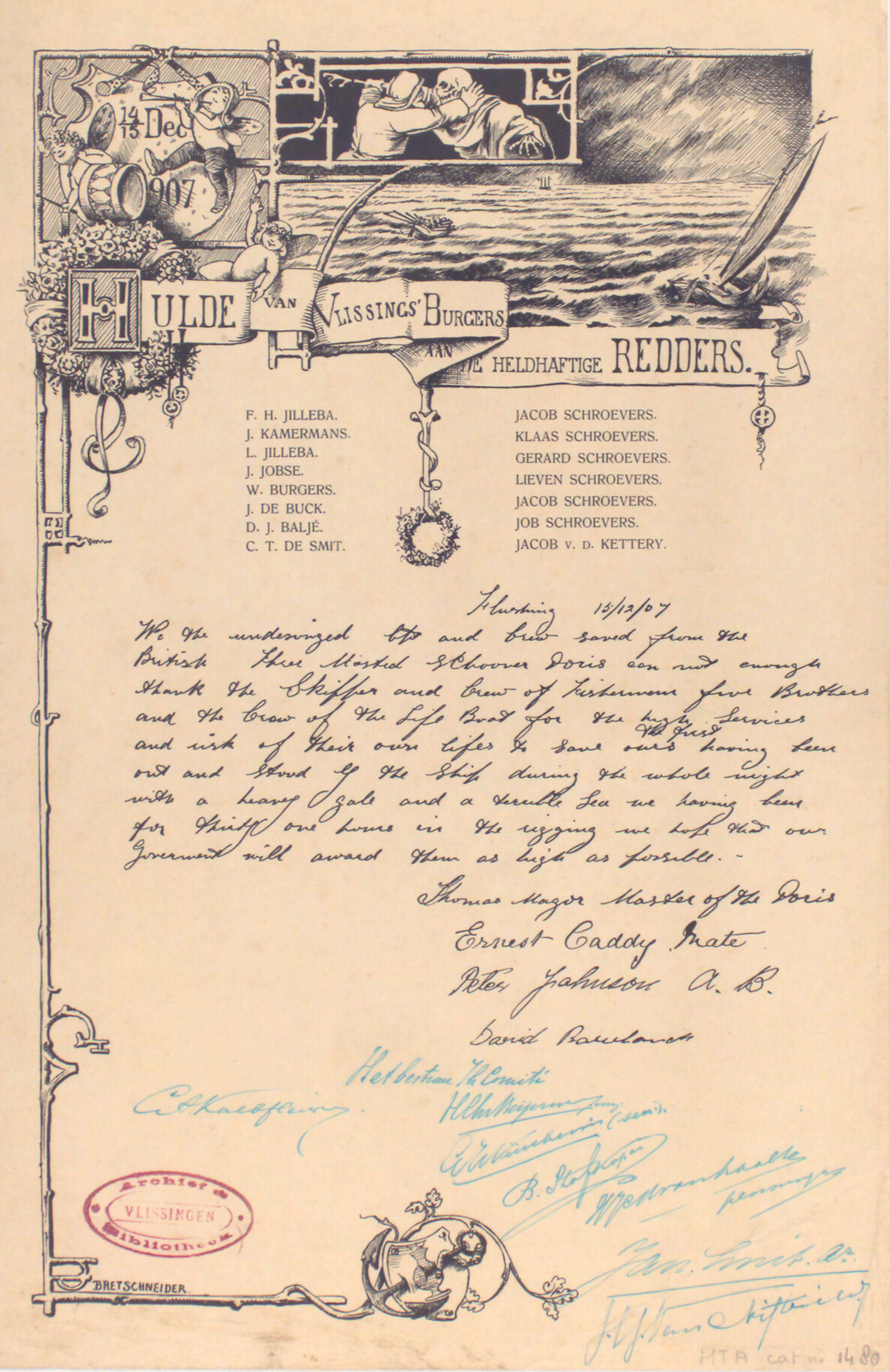
Huldeblijk van de Vlissingse bevolking aan de redders

De geredden en de redders werden in Vlissingen onthaald als helden. De bemanning van de Doris werd ondergebracht in een hotel en een inzamelingsactie onder de bevolking van Vlissingen en Middelburg leverde geld op voor nieuwe kleren, de terugreis en huldeblijken. Als aandenken werden de bemanningsleden van de drie schepen apart en gezamenlijk op de foto gezet en ontvingen van  Harmonie Ons Genoegen. een serenade.

### Onderscheidingen
Voor de redding van de opvarenden van de gestrande schoener Doris ontvingen Jacob Schroevers en F.H. Jilleba op 6 januari 1908 de zilveren medaille van de Maatschappij tot Nut van 't Algemeen, in januari 1908 de grote zilveren medaille van de Zuid-Hollandse Maatschappij tot Redding van Schipbreukelingen, op 24 januari 1908 de gouden medaille van Koningin Wilhelmina voor menschlievend eerbetoon, op 23 maart de zilveren medaille van Lloyds, via zeemanscollege de Groninger Eendracht en op 6 juli 1908 de gouden medaille van  Z.M. Koning Eduard VII van het Verenigd Koninkrijk. De zonen en kleinzoon van Schroevers en de overige bemanningsleden van de Koning Willem III ontvingen dito medailles in respectievelijk brons en zilver. De medailles en bijbehorende oorkonden zijn in 1956 geschonken aan de gemeente Vlissingen en worden bewaard in respectievelijk het Gemeentearchief Vlissingen en het Zeeuws maritiem muZEEum.

### Andere huldeblijken
- Naast de medailles en oorkonden ontving de bemanning van de Vijf Gebroeders van het personeel van de Stoomvaart Maatschappij Zeeland een zijden vlag van Nederland met oranje wimpel en een oorkonde.
- De schilder W.J. Schütz uit Middelburg schonk een door hem vervaardigde geschilderde impressie van de redding.[14][15]
- Jacob van de Ketterij, de kleinzoon ontving van "ene dame, ingezetene van Vlissingen" een zilveren horloge met dito ketting met inscriptie: Den 13-jarigen Jacob van de Ketterij. Ter herinnering aan moed en groote menschenliefde betoond, in vereeniging met zijn grootvader, vader en broeders[16] bij de redding der schipbreukelingen van het Engelse schip: "Doris" te Westkapelle op den 16e December 1907.[17]
- Ons Genoegen bracht niet alleen een muzikale hulde, ook werd een door de vereniging geschonken lauwerkrans omgehangen bij Jacob van de Ketterij.
- De Vlissingse Turnvereniging gaf op 23 december 1908 een uitvoering ten bate van Jacob van de Ketterij met als doel een spaarboekje voor hem te kopen.
- Ook  Z.K.H. Prins Hendrik schonk en spaarbankboekje met ƒ 50,00 aan Jacob van de ketterij bij zijn bezoek aan Vlissingen, januari 1908, waarbij alle redders hun medailles overhandigd kregen.[18]
- Een voorstel van J.M. Stuart, als brief ingezonden aan de Vlissingse Courant van 20 december 1907,[19] om in Vlissingen als blijvend huldebetoon een straat de naam Schroeversstraat te geven, kon niet worden uitgevoerd omdat er geen nieuwe straat beschikbaar kwam.
- Nadat in 2007 op een familiereünie ter sprake kwam dat de aanvraag voor een straatnaam nooit was gehonoreerd, werd de gemeente Vlissingen opnieuw gepolst, maar het verzoek werd opnieuw afgewezen.[20]
- In 2009 werd op de Boulevard de Ruyter bij het standbeeld van Frans Naerebout een plaquette waarop de heldendaad is weergegeven onthuld door nazaten van de familie Schroevers.[21]
- In het Zeeuws maritiem muZEEum is een vitrine ingericht met modellen van de Vijf Gebroeders en de Koning Willem III. Ook zijn daarin de medailles van de familie Schroevers en F.H. Jilleba, een kopie van het schilderij van Schütz en foto's te zien.